# Swainsthorpe
Swainsthorpe is een civil parish in het bestuurlijke gebied South Norfolk, in het Engelse graafschap Norfolk met 360 inwoners.